# Hochseiler
Hochseiler är en bergstopp i Österrike.   Den ligger i distriktet Zell am See och förbundslandet Salzburg, i den centrala delen av landet, 270 km väster om huvudstaden Wien. Toppen på Hochseiler är 2 793 meter över havet.
Terrängen runt Hochseiler är bergig åt nordost, men åt sydväst är den kuperad. Närmaste större samhälle är Saalfelden am Steinernen Meer, 12,7 km väster om Hochseiler. 
I omgivningarna runt Hochseiler växer i huvudsak blandskog. Runt Hochseiler är det ganska glesbefolkat, med 42 invånare per kvadratkilometer.